# دورن (نیومکزیکو)
دورن (به انگلیسی: Duran) یک منطقهٔ مسکونی در ایالات متحده آمریکا است که در شهرستان تارنس، نیومکزیکو واقع شده‌است. دورن ۳۵ نفر جمعیت دارد و ۱٬۹۱۲٫۹۵ متر بالاتر از سطح دریا واقع شده‌است.